# 작은사막주머니생쥐
작은사막주머니생쥐(Chaetodipus arenarius)는 주머니생쥐과에 속하는 설치류의 일종이다. 멕시코 바하칼리포르니아주의 토착종이다.

## 특징
작은사막주머니생쥐의 몸길이는 꼬리 길이 86mm를 포함하여 약 154mm이고, 수컷이 암컷 보다 약간 크다. 털은 부드럽고 두루 윤기가 나며, 일부 근연종에서 발견되는 가시털은 없지만 궁둥이에서 약간의 강모가 있을 수 있다. 귀는 어두운 색을 띠고, 바탕에 흰 털로 된 작은 반점이 있다. 등 쪽은 희미한 회색 또는 희미한 담황색부터 진한 갈색까지 다양한 색을 띠며, 털 끝이 진한 약간의 조모 때문에 회색빛을 띨 수도 있다. 꼬리 윗면은 등 쪽의 털 색과 일치하지만 하체와 발, 꼬리 아랫면은 희거나 크림색을 띤다. 일종의 담황색 띠가 상체와 하체 사이를 분리시켜 보이게도 하지만 일부 개체군에서는 이 선이 희미하거나 거의 사라져 보이지 않는다.

## 분포 및 서식지
작은사막주머니생쥐는 멕시코의 토착종이다. 분포 지역은 바하칼리포르니아 반도와 자크 쿠스토 섬, 막달레나 만이다. 일반적인 서식지는 식물이 희박하거나 거의 없으며 건조하고 모래흙을 가진 메마른 평야 지대이지만 경사면과 산등성이, 심지어 물이 말라버린 강바닥에서도 발견된다.

## 생태
작은사막주머니생쥐의 자연사와 습성에 대해서는 거의 알려져 있지 않다. 지하에 굴을 파고 살며, 모래흙을 좋아하는 것으로 추정된다. 번식 습성을 알려져 있지 않지만, 3월에 두 마리의 새끼를 밴 암컷 표본이 포획된 적이 있다. 주요 포식자는 원숭이올빼미('Tyto alba)이다.

## 보전 상태
작은사막주머니생쥐의 개체군 추이는 평가된 적이 없지만 분포 지역 내의 적당한 서식지에서 흔하게 발견되며, 특정한 위협에 직면해 있지 않은 것으로 추정된다. 국제 자연 보전 연맹(IUCN)이 "관심대상종"으로 분류하고 있다.